# Trymerofity
Trymerofity, trimerofyty (Trimerophyta, Trimerophytophyta) – gromada roślin kopalnych, prymitywnych roślin lądowych, żyjących od wczesnego do środkowego dewonu (prag – eifel). 

## Charakterystyka
Trymerofity charakteryzowały się bezlistnymi pędami, rozwidlającymi się pseudomonopodialnie (dychotomicznie lub nawet trychotomicznie, ale jedno z rozgałęzień było bardziej rozwinięte od drugiego), tworząc coś w rodzaju osi głównej. Dychotomiczne odgałęzienia skracały się w miarę oddalania od osi głównej, tworząc na końcach tylko odgałęzień bocznych pęczkowate zarodnie. Wiązki przewodzące u trymerofitów były grubsze niż u ryniofitów. Trymerofity dochodziły do 1 m wysokości.

## Pochodzenie
Trymerofity wywodziły się od najbardziej pierwotnych roślin lądowych – ryniofitów i dały początek wymarłym kladoksylonom, psylotowym, paprociowym, skrzypowym oraz wymarłym pranagozalążkowym.

## Systematyka
Rodzaje trymerofitów:
- Pertica
- Psilophyton
- Trimerophyton
- Dawsonites